# Reserva de la Biosfera Ría Celestún

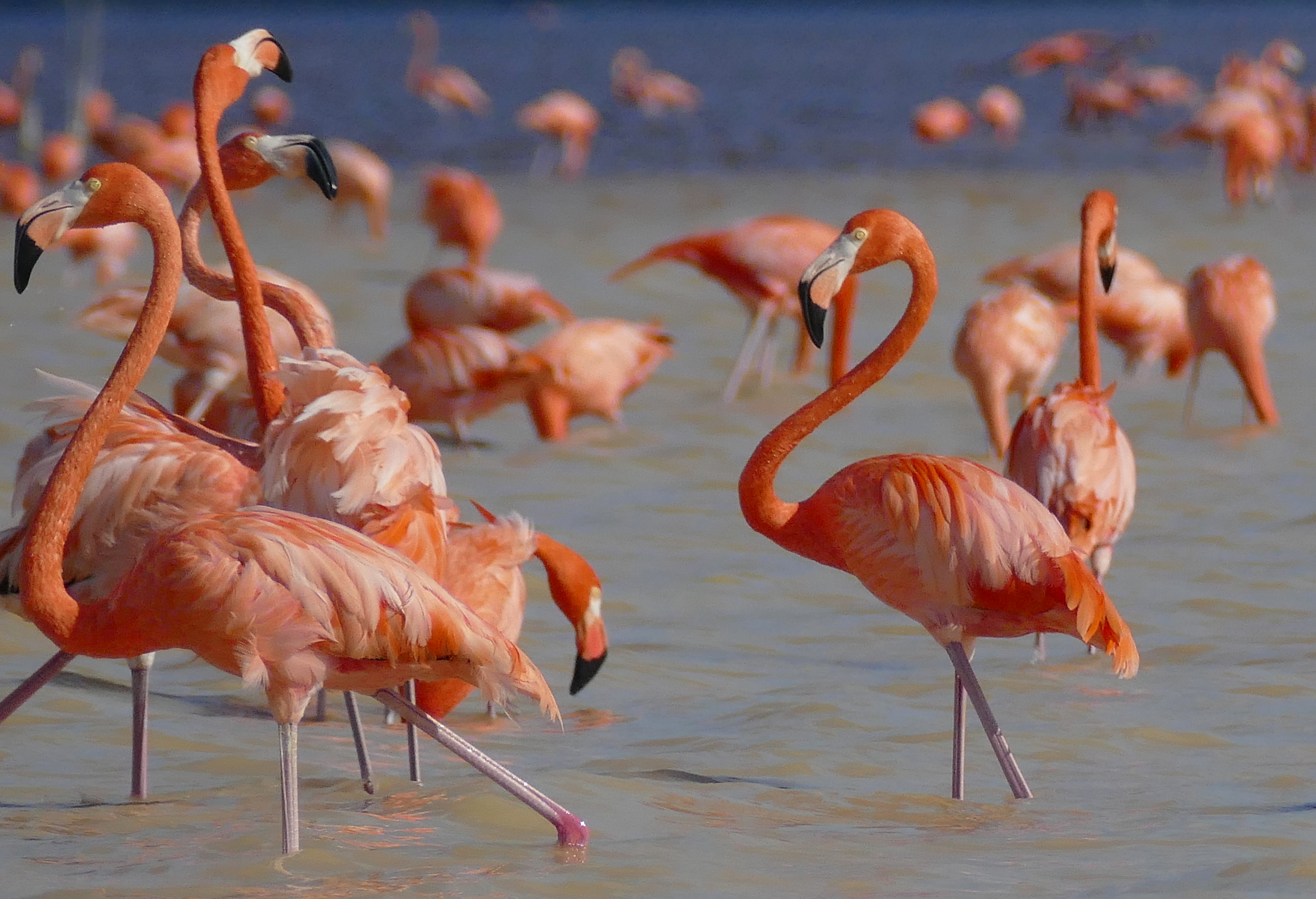
Flamencos Americanos en la Reserva de la Biosfera Ría Celestún, Yucatán, México.

Reserva de la Biosfera Ría Celestún es una reserva de biosfera en México. Está ubicada en la península de Yucatán noroccidental en los estados de Yucatán y Campeche. La reserva alberga extensos humedales de manglares y es rica en aves y otra fauna silvestre.

## Geografía
La reserva cubre un área de 814,82 kilómetros cuadrados (314,60 millas cuadradas). Limita al oeste con el Golfo de México. Colinda con la Reserva de la Biosfera Los Petenes al sur y con la Reserva Estatal El Palmar al norte. La reserva incluye playas y dunas costeras, que encierran lagunas y humedales. Hay tierras altas bajas en la parte oriental de la reserva.
En la reserva viven unas 7000 personas. Celestún, ubicado en la costa dentro de la reserva, es el asentamiento más grande. Es un centro de actividades turísticas y ecoturismo. Otras actividades económicas en la reserva incluyen la pesca y la cosecha de sal marina.

## Ecología
La reserva protege extensos humedales de manglares, parte de un corredor de manglares conocido como los manglares Petenes que se extiende a lo largo de la costa occidental de la península de Yucatán. El agua dulce de la extensa cuenca acuífera de la península tiene una salida en la reserva, mezclándose con las aguas saladas del Golfo de México en los humedales. Hay dunas costeras y bosques tropicales secos en las tierras altas. La reserva alberga grandes y diversas poblaciones de aves migratorias y residentes, con más de 304 especies identificadas. El 56% de las especies son residentes durante todo el año, el 43% son estacionales y el 1% son visitantes ocasionales. Los flamencos rosados (Phoenicopterus ruber) son una especie prominente, con una población que puede alcanzar más de 23,000 aves. Otras especies de aves presentes aquí incluyen el milano plomizo (Ictinia plumbea), el ganso de brante (Branta bernicla), el pato real o criollo (Cairina moschata), el chorlo nevado (Charadrius melodus), el pavo ocelado (Agriocharis ocellata), el chotacabras yucateco (Nyctiphrynus yucatanicus), el chivirín yucateco (Campylorhynchus yucatanicus), la chara yucateca (Cyanocorax yucatanicus ) y el bolsero naranja (Icterus auratus). La reserva, junto con la adyacente Reserva Estatal El Palmar, está designada como Área Importante para las Aves.

## Conservación
El área fue designada reserva de la biosfera en 2000 por el gobierno mexicano. En 2004, la UNESCO la designó reserva de la biosfera en el Programa Internacional sobre el Hombre y la Biosfera, y en el mismo año fue designada humedal de importancia internacional bajo la Convención de Ramsar.
En 2008, el gobierno mexicano nominó las reservas Ría Celestún y Los Petenes adyacentes como Sitio de Patrimonio Mundial.